# Adresse IP virtuelle
Une adresse IP virtuelle (virtual IP address, VIP ou VIPA) est une adresse IP non connectée à un ordinateur ou une carte réseau (NIC) spécifiques. Les paquets entrants sont envoyés à l'adresse IP virtuelle, mais en réalité ils circulent tous via des interfaces réseau réelles.
Les VIP sont surtout utilisées pour la redondance de connexion : si un ordinateur ou une carte réseau tombe en panne, un autre ordinateur ou une autre NIC peuvent alors reprendre la connexion.